# Nyctipolus
A Nyctipolus a madarak (Aves) osztályának a lappantyúalakúak (Caprimulgiformes) rendjébe, ezen belül a lappantyúfélék (Caprimulgidae) családjába tartozó nem. Régebben a Caprimulgus nembe sorolták a nem két faját is.

## Rendszerezésük
A nemet John Livzey Ridgway írta le 1912-ben, az alábbi 2 faj tartozik ide:
- Spix-lappantyú (Nyctipolus hirundinaceus)
- gyászos lappantyú (Nyctipolus nigrescens)

## Előfordulásuk
Dél-Amerika területén honosak. Természetes élőhelyeik a szubtrópusi vagy trópusi erdők, szavannák és cserjések. Állandó, nem vonuló fajok.

## Megjelenésük
Testhosszuk 16–21,5 centiméter közötti.

## Életmódjuk
Valószínűleg rovarokkal táplálkoznak.